# Euneos
Euneos (gr. Εὔνηος) – według mitologii greckiej król wyspy Lemnos, syn Jazona i Hypsipile, brat Toasa.
Wspólnie z bratem uwolnił matkę, przebywającą w niewoli u króla Nemei Likurga, i sprowadził ją na ojczystą Lemnos. Podczas wojny trojańskiej, chociaż nie brał bezpośredniego udziału w walkach, wspierał Greków, dostarczając do ich obozu wina. Za podarowany Patroklosowi drogocenny krater ze srebra odkupił od niego pojmanego Likaona, syna Priama.